# Chevrolet Malibu
O Malibu é um modelo de porte médio (nos EUA) da Chevrolet. O modelo surgiu em 1964 como versão de luxo do Chevelle. Em 1978, ganhou vida própria, com direito a uma família, composta pelo sedan, pelo coupé e pela station wagon. Saiu de linha em 1983, quando foi substituído pelo Celebrity. Voltou ao Mercado em 1996 concorrendo com Ford Taurus e seus similares japoneses: Honda Accord, Toyota Camry, Nissan Altima, entre outros modelos.
Nomeado em homenagem à comunidade costeira de Malibu, Califórnia, o Malibu foi comercializado principalmente na América do Norte, com a oitava geração introduzida globalmente. Com a descontinuação do Cruze em março de 2019, do Impala em março de 2020 e do Sonic em outubro de 2020, o Malibu é atualmente o único sedan oferecido pela Chevrolet nos Estados Unidos. O modelo deve receber uma nova geração em 2025, apesar dos rumores de que o modelo deve ser descontinuado e deixou, pontualmente, de aceitar novos pedidos durante o ano de 2022.
O sedan foi vendido no Brasil entre 2010 e 2013.

## Galeria
- Primeira geração (1964-1967)
- Segunda geração (1968-1972)
- Terceira geração (1973-1977)
- Quarta geração (1978-1983)
- Quinta geração (1997-2003)
- Sexta geração (2004-2007)
- Sétima geração (2007-2012)
- Oitava geração (2013-2019)
- Nona geração (2016-presente)